# Klingenberg (Sachsen)

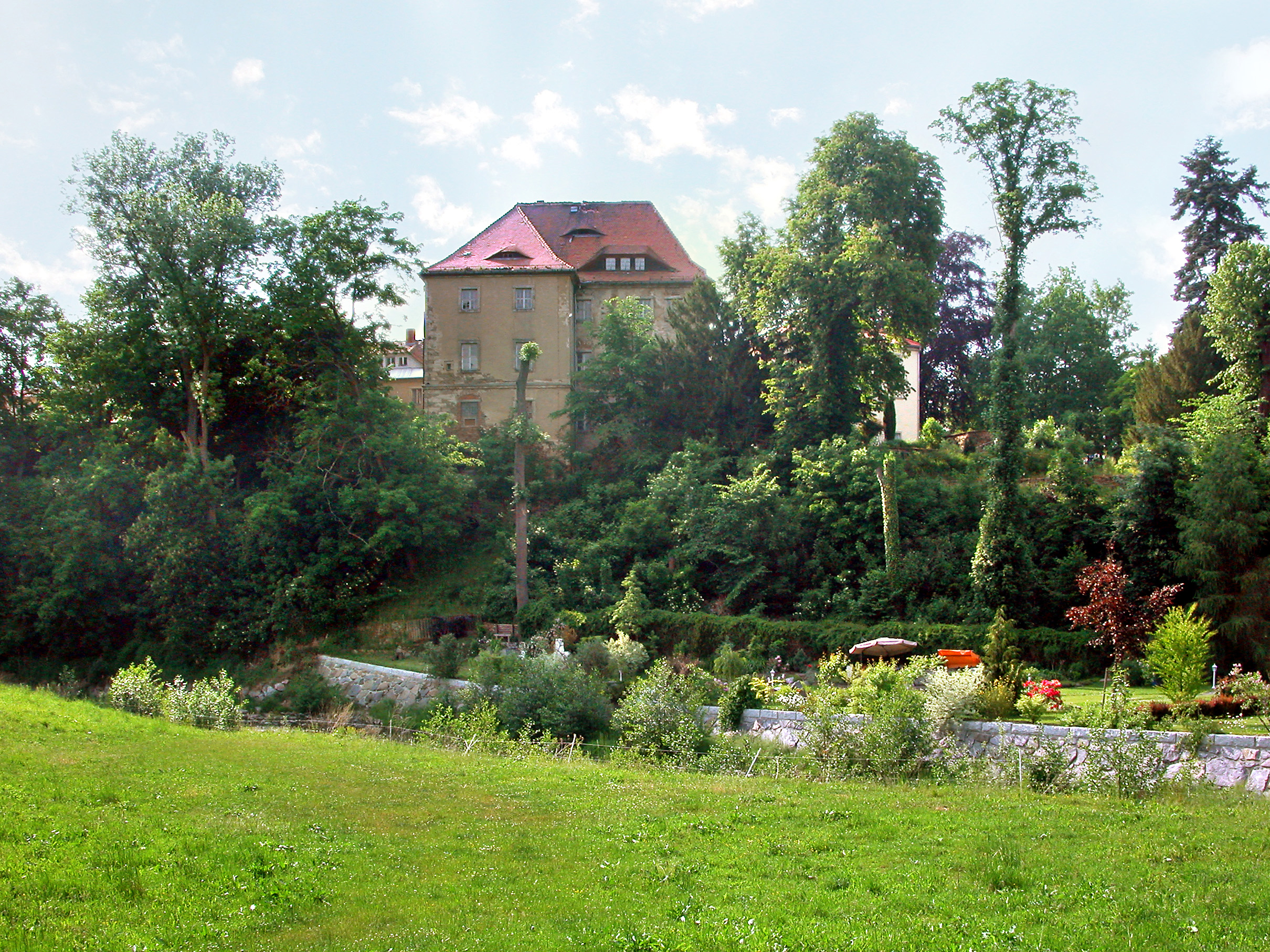
Rittergut Klingenberg, Herrenhaus

Klingenberg ist eine Gemeinde im sächsischen Landkreis Sächsische Schweiz-Osterzgebirge. Sie entstand am 31. Dezember 2012 aus dem Zusammenschluss der Gemeinden Höckendorf und Pretzschendorf mit ihren Ortsteilen.

## Geographie

### Lage
Die Gemeinde befindet sich etwa 15 Kilometer südwestlich der Landeshauptstadt Dresden und 10 Kilometer westlich der Großen Kreisstadt Dippoldiswalde zwischen dem Tharandter Wald und dem Osterzgebirge. Im Zentrum des Gemeindegebietes liegt die Talsperre Klingenberg, die von der Wilden Weißeritz gespeist wird.

### Gemeindegliederung
Die Gemeinde Klingenberg besteht aus den folgenden elf Ortsteilen:
- Beerwalde
- Borlas
- Colmnitz (mit Am Bahnhof und Folge)
- Friedersdorf
- Höckendorf (mit Edle Krone)
- Klingenberg (mit Am Sachsenhof und Neuklingenberg)
- Obercunnersdorf
- Paulshain
- Pretzschendorf
- Röthenbach und
- Ruppendorf.

Verwaltungssitz der Gemeinde ist Höckendorf, in Pretzschendorf befindet sich ein Bürgerbüro. Im Süden der Flur Friedersdorf befindet sich die Wüstung Dittersdorf. Sie hatte Anteil an den Orten Hartmannsdorf und Kleinbobritzsch.

## Geschichte

### Geschichte der Dörfer
Die älteste Erwähnung eines Ortes in der Region datiert ins Jahr 1235, als ein Hoico de Hoikendorph als Besitzer des Herrensitzes des heutigen Ortes Höckendorf erwähnt wird. Die Überlieferungen nennen die nächsten Orte erst etwa 100 Jahre später erstmals, so 1336 Röthenbach als Rotinbach, 1337 Preczindorf und 1348/49 Colmnitz als Colbenitz. Mit Ausnahme des erst 1540 gegründeten Paulshain finden alle heutigen Klingenberger Ortsteile ihre Ersterwähnung im 14. Jahrhundert. Im Jahr 1350 wurden Ropotendorf (Ruppendorf), Conradisdorf (Obercunnersdorf) und Clingendorf (Klingenberg) erstmals genannt. Im Jahre 1360 erfolgte die Ersterwähnung des Ortes Friederichsdorf, der heute Friedersdorf genannt wird. Die Dörfer Berenwalde (Beerwalde) und Borloz (Borlas) fanden 1378 die urkundliche Erstnennung.

### Zusammenschluss
Erste Überlegungen zum Gemeindezusammenschluss gab es, als Hartmannsdorf-Reichenau, Mitgliedsgemeinde in der Verwaltungsgemeinschaft Pretzschendorf, im Jahr 2010 die Absicht bekundete, in die Stadt Frauenstein zu wechseln und damit aus der Verwaltungsgemeinschaft auszuscheiden. Für Pretzschendorf musste daraufhin ein Partner gefunden werden, weil die Gemeinde allein nicht stark genug aufgestellt war. Es kam zu Gesprächen mit der Nachbargemeinde Höckendorf, die positiv verliefen. Der Eingemeindungsvertrag wurde am 12. Juni 2012 vom Höckendorfer Gemeinderat beschlossen. Am 20. Juni stimmte auch der Pretzschendorfer Gemeinderat für den Zusammenschluss. Der Landkreis gab die Zustimmung Ende August.
Die Neubildung der Gemeinde trat am 31. Dezember 2012 in Kraft. Das Höckendorfer Wappen wurde übernommen. Die Gemeinderäte beider Fusionsgemeinden wurden zunächst zu einem Gemeinderat vereinigt, der bis zur nächsten Kommunalwahl im Jahr 2014 bestehen blieb. Die Bürgermeister der Gemeinden wurden durch einen Amtsverweser ersetzt, der bis zur Neuwahl des Bürgermeisters am 24. März 2013 die Amtsgeschäfte kommissarisch führte. Die Verwaltungsgemeinschaft mit Hartmannsdorf-Reichenau wurde von der neuen Gemeinde übernommen.
Im Zuge der Fusion mussten doppelte Straßennamen geändert werden. Für die neue Gemeinde gilt zusätzlich die einheitliche Postleitzahl 01774.
Der Gemeindename stammt vom früheren Pretzschendorfer Ortsteil Klingenberg, weil dieser durch die Talsperre überregional bekannt ist und zudem durch das Gewerbegebiet und den Bahnhof Klingenberg-Colmnitz einen wichtigen Wirtschaftsstandort in der Gemeinde darstellt.

### Eingemeindungen
Die nachfolgende Tabelle zeigt die Chronologie der Eingemeindungen in die Ursprungsgemeinden von Klingenberg.
| Datum             | Ort             | Bemerkungen                                                          |
| ----------------- | --------------- | -------------------------------------------------------------------- |
| 1. März 1994      | Beerwalde       | Eingemeindung nach Höckendorf                                        |
| 1. Januar 1994    | Borlas          | Eingemeindung nach Höckendorf                                        |
| 1. Januar 1999    | Colmnitz        | Zusammenschluss mit Pretzschendorf und Klingenberg zu Pretzschendorf |
| um 1900           | Folge           | Eingemeindung nach Colmnitz                                          |
| 1. August 1973    | Friedersdorf    | Eingemeindung nach Pretzschendorf                                    |
| 31. Dezember 2012 | Höckendorf      | Neubildung von Klingenberg mit Pretzschendorf                        |
| 1. Januar 1999    | Klingenberg     | Zusammenschluss mit Pretzschendorf und Colmnitz zu Pretzschendorf    |
| 1. Januar 1991    | Obercunnersdorf | Eingemeindung nach Höckendorf                                        |
| 1. Juli 1950      | Paulshain       | Eingemeindung nach Ruppendorf                                        |
| 31. Dezember 2012 | Pretzschendorf  | Neubildung von Klingenberg mit Höckendorf                            |
| 1. August 1973    | Röthenbach      | Eingemeindung nach Pretzschendorf                                    |
| 1. März 1994      | Ruppendorf      | Eingemeindung nach Höckendorf                                        |

### Entwicklung der Einwohnerzahl
Zum Fusionstag hatte die neue Gemeinde 6933 Einwohner. Im Folgenden entwickelte sich die Einwohnerzahl wie folgt (Stichtag 31. Dezember):
| Jahr      | 2012 | 2015 | 2020 |
| --------- | ---- | ---- | ---- |
| Einwohner | 6906 | 6843 | 6763 |

## Politik

### Gemeinderat
- Linke: 1
- BfK: 10
- CDU: 3
- AfD: 3

Die AfD kann einen Sitz nicht besetzen. Der Gemeinderat verkleinert sich entsprechend.
Seit der Gemeinderatswahl am 9. Juni 2024 verteilen sich die jetzt 17 Sitze des Gemeinderates folgendermaßen auf die einzelnen Gruppierungen:
| Liste                  | 2024   | 2024   | 2019   | 2019   | 2014   | 2014   |
| Liste                  | Sitze  | in %   | Sitze  | in %   | Sitze  | in %   |
| ---------------------- | ------ | ------ | ------ | ------ | ------ | ------ |
| Bürger für Klingenberg | 10     | 50,1   | 9      | 46,9   | 5      | 29,5   |
| AfD                    | 3      | 27,4   | 1      | 15,8   | –      | –      |
| CDU                    | 3      | 16,6   | 5      | 24,3   | 11     | 54,7   |
| Linke                  | –      | 3,3    | 1      | 9,5    | 2      | 14,1   |
| Grüne                  | –      | 2,6    | –      | 3,5    | –      | –      |
| SPD                    | –      | –      | –      | –      | –      | 1,8    |
| Wahlbeteiligung        | 72,4 % | 72,4 % | 70,9 % | 70,9 % | 59,1 % | 59,1 % |

### Bürgermeister
In seiner ersten Sitzung am 7. Januar 2013 beschloss der Klingenberger Gemeinderat, die Bürgermeisterwahl am 24. März 2013 durchzuführen. Daraufhin meldeten sich zwei Bewerber, der vormalige Höckendorfer Bürgermeister Thorsten Schreckenbach (Bürger für Klingenberg) und der Linken-Politiker Henry Backhaus. Bei der Wahl setzte sich Schreckenbach mit 89,46 % der gültigen Stimmen bei einer Wahlbeteiligung von 57 % durch. Er war damit der erste Bürgermeister der neuen Gemeinde und arbeitet hauptamtlich. Im Jahr 2020 wurde Schreckenbach mit 81,7 % für weitere sieben Jahre im Amt bestätigt.
| Wahl                                                 | Bürgermeister         | Vorschlag             | Wahlergebnis (in %) |
| ---------------------------------------------------- | --------------------- | --------------------- | ------------------- |
| 2020                                                 | Torsten Schreckenbach | Bürger für Klinenberg | 81,7                |
| 2013                                                 | Torsten Schreckenbach | Bürger für Klinenberg | 89,5                |
| Neugründung (zuvor siehe Höckendorf, Pretzschendorf) |                       |                       |                     |

### Wappen und Flagge
Das Wappen der Gemeinde Klingenberg wurde von der Vorgängergemeinde Höckendorf übernommen. Blasonierung: „In Rot ein mit drei übereinander stehenden roten Lilien besetzter silberner Pfahl. –Oberwappen: Rot ausgeschlagener goldener Bügelhelm mit rot-silbernen Decken; Helmkleinod Busch von acht silbernen Hahnenfedern, von denen je vier nach rechts bzw. links ausgebogen sind; die zweite und siebente Hahnenfeder sowie gemeinsam die vierte und fünfte Hahnenfeder überdeckt von je einer roten Lilie.“
Die Gemeindeflagge Klingenbergs ist horizontal rot-silbern gestreift. Auf den Streifen ist das Gemeindewappen aufgelegt.

### Verwaltungsgemeinschaft
Zwischen der Gemeinde Hartmannsdorf-Reichenau und der Gemeinde Pretzschendorf wurde in dem Ende 1998 beschlossenen Gemeindegebietsreformgesetz Oberes Elbtal/Osterzgebirge die Bildung einer Verwaltungsgemeinschaft angeordnet. Zum 1. Januar 1999 wurde durch dieses Gesetz bereits die Auflösung des Verwaltungsverbands An der Talsperre Klingenberg und die Verschmelzung von Klingenberg, Colmnitz und Pretzschendorf zu Pretzschendorf angeordnet. Die Verwaltungsgemeinschaft kam mit Wirkung zum 1. Januar 2000 als Verwaltungsgemeinschaft Pretzschendorf zustande. Pretzschendorf wurde damit erfüllende Gemeinde für Hartmannsdorf-Reichenau. Mit der Fusion von Pretzschendorf und Höckendorf zu Klingenberg übernahm die neue Gemeinde die Verwaltungsgemeinschaft und ist heute erfüllende Gemeinde für Hartmannsdorf-Reichenau. Der Klingenberger Bürgermeister Schreckenbach ist damit auch Vorsteher der Verwaltungsgemeinschaft.
In der Verwaltungsgemeinschaft, die nicht rechtsfähig ist, übernimmt Klingenberg einen Teil der Verwaltungsaufgaben für Hartmannsdorf-Reichenau, beispielsweise das Erstellen des Flächennutzungsplanes, und bekommt dafür von Hartmannsdorf-Reichenau eine Umlage gezahlt.

### Wahlkreise
Die Gemeinde gehört zum Bundestagswahlkreis Sächsische Schweiz – Osterzgebirge, der sich über den gesamten Landkreis Sächsische Schweiz-Osterzgebirge erstreckt. Von 1990 bis 2002 gehörten die Vorgängergemeinden zum Bundestagswahlkreis Dresden-Land – Freital – Dippoldiswalde. Auf Landesebene gehört Klingenberg seit der Landtagswahl 2014 zum Wahlkreis Sächsische Schweiz-Osterzgebirge 2, der weitgehend das Gebiet des Altkreises Dippoldiswalde umfasst. Bei der Landtagswahl 1990 gehörte die Region zum Wahlkreis Dippoldiswalde – Freital II, bei den Landtagswahlen 1994 und 1999 zum Wahlkreis Weißeritzkreis und danach 2004 und 2009 zum Wahlkreis Weißeritzkreis 2.

### Städtepartnerschaft
Partnergemeinde Klingenbergs ist die Kleinstadt Aach im Süden Baden-Württembergs. Zunächst bestand diese Partnerschaft mit der Gemeinde Colmnitz, die heute ein Ortsteil von Klingenberg ist.

## Kultur und Sehenswürdigkeiten
- siehe auch: Liste der Kulturdenkmale in Klingenberg

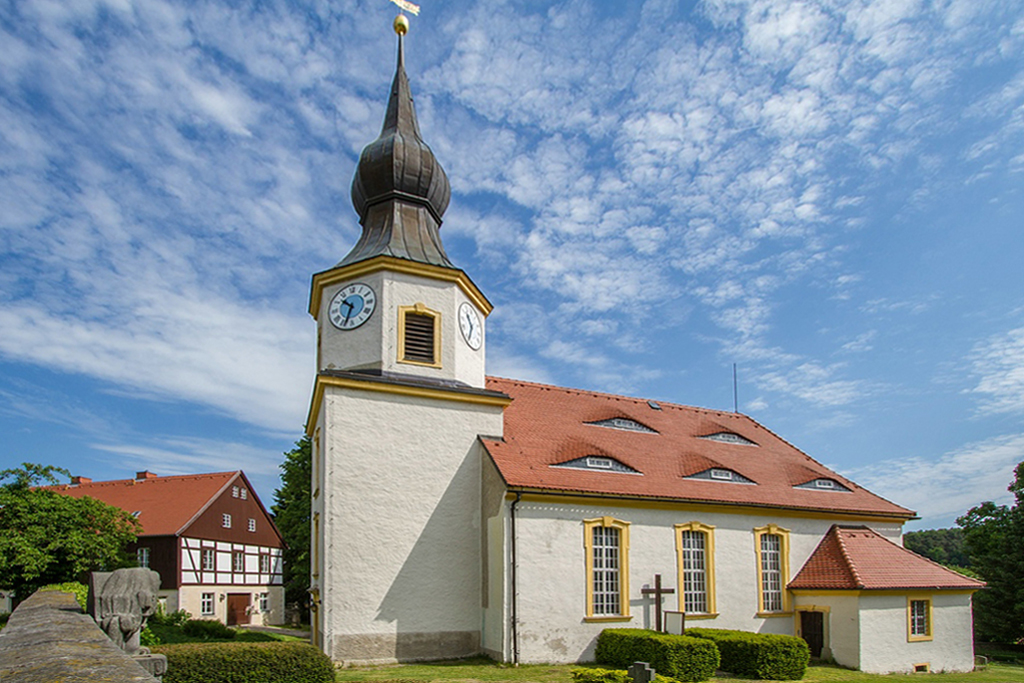
Kirche Klingenberg

### Kirche
Die auf einer Anhöhe liegende Kirche Klingenberg ist eine barocke Saalkirche von 1742, eine Restaurierung erfolgte im Jahr 1992. Das Bauwerk ist ein verputzter Bruchsteinbau mit steilem Satteldach. Am geraden Ostschluss ist die Sakristei angebaut; der quadratische Westturm schließt mit einer schlanken, harmonisch geformten Haube. Das Bauwerk ist ein flach gedeckter Emporensaal mit barocken, doppelgeschossigen Emporen im Norden und Süden und einer Orgelempore im Westen.
Das Hauptstück der Ausstattung bildet ein barocker Portikuskanzelaltar aus Holz mit reichem, farbig gefasstem Ornament. Die kelchförmige Sandsteintaufe ist mit den Wappen derer von Theler, von Mergenthal und von Döben versehen, am Becken sind drei unbezeichnete, von Genien gehaltene Tafeln mit flachem Rollwerk darum angebracht, das Ganze stammt vermutlich von dem Freiberger Meister Samuel Lorenz aus dem Ende des 16. Jahrhunderts. In der Turmvorhalle ist ein Renaissance-Weihwasserbecken erhalten. Das Orgelgehäuse im Rokokostil stammt von einer Orgel von Johann Jacob Donati aus dem Jahr 1724, das heutige Werk ist von Jehmlich aus dem Jahr 1950.
Zwei figürliche Sandsteingrabplatten an der Westseite des Saales erinnern an den Pfarrer M. Martin Linke in Amtstracht mit Buch und Schild († 1633) sowie an einen Herrn von Miltitz aus der ersten Hälfte des 17. Jahrhunderts mit einer Darstellung des Verstorbenen in voller Rüstung mit gefalteten Händen vor einem Kreuz kniend.

### Naturschutz
- Siehe auch: Liste der Naturdenkmale in Klingenberg (Sachsen)

## Persönlichkeiten
- Johann Samuel Adami (* 21. Oktober 1638; † 13. März 1713), Theologe, Schriftsteller und Sprachforscher; starb in Pretzschendorf
- Johann Samuel Göbel (* 23. August 1762; † 17. Oktober 1798), kursächsischer Finanzsekretär und Historiker; geboren in Ruppendorf
- Ernst Kleber (* 29. Januar 1825; † 9. September 1884), Amtslandrichter und konservativer Politiker, MdL; lebte in Obercunnersdorf
- Richard Guhr (* 30. September 1873; † 27. Oktober 1956), Maler und Bildhauer; starb in Höckendorf
- Karl Gräfe (* 12. Januar 1878; †  26. März 1944), Pädagoge, Dichter und Komponist; in Borlas geboren
- Horst Böhme (* 24. August 1909; † 10. April 1945), SS-Mitglied; geboren in Colmnitz
- Helmut Bauer (* 31. März 1914; † 16. Januar 2008), Mediziner; geboren in Klingenberg
- Gottfried Pohlan (* 12. Februar 1927; † 30. November 1989), Endurosportler; in Höckendorf geboren
- Bruno Konrad (* 13. Dezember 1930; † 25. März 2007), Maler und Grafiker; starb in Höckendorf
- Thomas Rosenlöcher (* 29. Juli 1947; † 13. April 2022), Schriftsteller und Lyriker; lebte und schrieb in Beerwalde
- Wolfgang Ullmann (* 18. August 1929; † 30. Juli 2004), Theologe und Politiker, MdB; 1954 bis 1963 Pfarrer in Colmnitz